# بكركي
بكركي، قرية تتبع قضاء مدينة جونية في لبنان تضم مركز البطريركية المارونية لسائر المشرق ومحل إقامة البطريرك الماروني شتاءً الذي انتقل من وادي قاديشا. بكركي هي عاشر مقر للبطريركية المارونية بعد أنطاكية.

## دير بكركي
سنة 1703 بنى الشيخ خطار الخازن دير بكركي، وكان كنيسة صغيرة وبقربها بيت للكاهن وفي سنة 1730 تسلّمه الرهبان الأنطونيون بعدها سنة 1750 تسلّمه المطران جرمانوس صقر والراهبة هندية عجيمي ليكون مقرّاً لأخوية قلب يسوع التي ألغيت ببراءة رسولية في 1779، وقضت بأن يتحوّل دير بكركي لخير الطائفة المارونيّة.

## الكرسي البطريركي الماروني
اعتبر المجمع الماروني دير بكركي تابعاً لكرسي قنوبين وفي سنة 1823 أصبح كرسيّاً بطريركيّاً لفصل الشتاء.
سنة 1890 رمّمه البطريرك يوحنا الحاج وأضاف إليه قسماً من الطابق السفلي والطابق العلوي بكامله، وهو من تصميم الأخ ليونار اللعازاري وأيضاً رممه سنة 1970البطريرك بولس المعوشي.
بنية البوّابة الخارجيّة سنة 1982 في عهد البطريرك انطونيوس خريش.
سنة 1995 أضاف إليه البطريرك نصر الله صفير جناحاً ليحفظ فيه الأرشيف ويكون متحفاً خاصاً بالكرسي البطريركي، كما أنشأ مدافن للبطاركة وزيّن الكنيسة بشبابيك مزخرفة.

## بطاركة بكركي
تعاقب على الكرسي البطريركي في الديمان صيفاً وبكركي شتاءً عشرة بطاركة هم:
- يوسف حبيش من ساحل علما (1823 – 1845)
- يوسف راجي الخازن من عجلتون (1845 – 1854)
- بولس مسعد من عشقوت (1854 – 1890)
- يوحنا الحاج من دلبتا (1890 – 1898)
- الياس الحويّك من حلتا (1899 – 1931)
- انطون عريضه من بشري (1932 – 1955)
- بولس المعوشي من جزين (1955 – 1975)
- انطونيوس خريش من عين ابل (1975 – 1986)
- نصرالله بطرس صفير من ريفون (1986-2011)
- بشارة الراعي من حملايا (2011).